# یوهان لایدونر
یوهان لایدونر (استونیایی: Johan Laidoner; ۱۲ فوریهٔ ۱۸۸۴ – ۱۳ مارس ۱۹۵۳) ژنرال و سیاستمدار اهل استونی بود.
وی در سال ۱۹۰۱ به ارتش امپراتوری روسیه پیوست در جنگ جهانی اول جنگید، پس از انقلاب اکتبر وی فرماندهی یگان‌های ملی استونی ارتش روسیه را برعهده گرفت. در سال ۱۹۱۸ دولت موقت استونی او را به عنوان فرمانده کل نیروهای مسلح در جنگ استقلال استونی منصوب کرد.
لایدونر پس از جنگ به عضویت مجلس استونی از سال ۱۹۲۰ تا ۱۹۲۹ درآمد. وی از سال ۱۹۲۴ تا ۱۹۲۵ و همچنین ۱۹۳۴ تا ۱۹۴۰ فرمانده کل نیروهای مسلح استونی شد اما پس از اشغال استونی توسط شوروی وی دستگیر و سپس به روسیه تبعید شد و در ۱۹۵۳ در سال زندان مرکزی ولادیمیر درگذشت.
وی همچنین برندهٔ جوایزی همچون لژیون دونور (افسر) و نشان عقاب سپید (لهستان) شده‌است.